# Heinkenszand
Heinkenszand (en zélandais : Eintjeszand) est un village de la commune néerlandaise de Borsele en Zélande. C'est le plus gros village de la commune avec 5 393 habitants (2008).
Heinkenszand est le centre administratif de la commune de Borsele. Il a également une importance régionale, entre autres en raison de ses commerces. Un lieu de rencontre, De Stenge, héberge une salle de sport et une bibliothèque.
L'église catholique consacrée à saint Blaise, de style néo-gothique, date de 1866.
En périphérie de Heinkenszand se trouve la réserve naturelle Landgoed Landlust. La fondation Het Zeeuwse Landschap (« Le paysage zélandais ») a son siège au pavillon de la Huis Landlust.

## Personnalité née à Heinkenszand
- Jan Raas, coureur cycliste né en 1952.

## Galerie

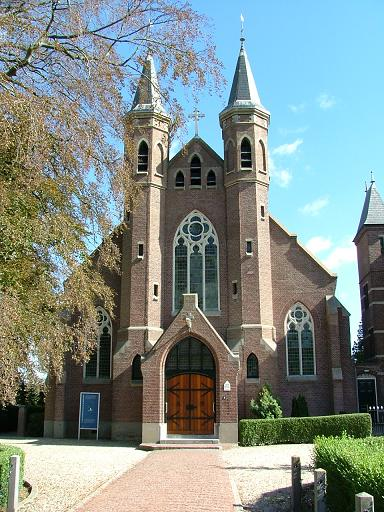
L'église paroissiale Saint-Blaise.
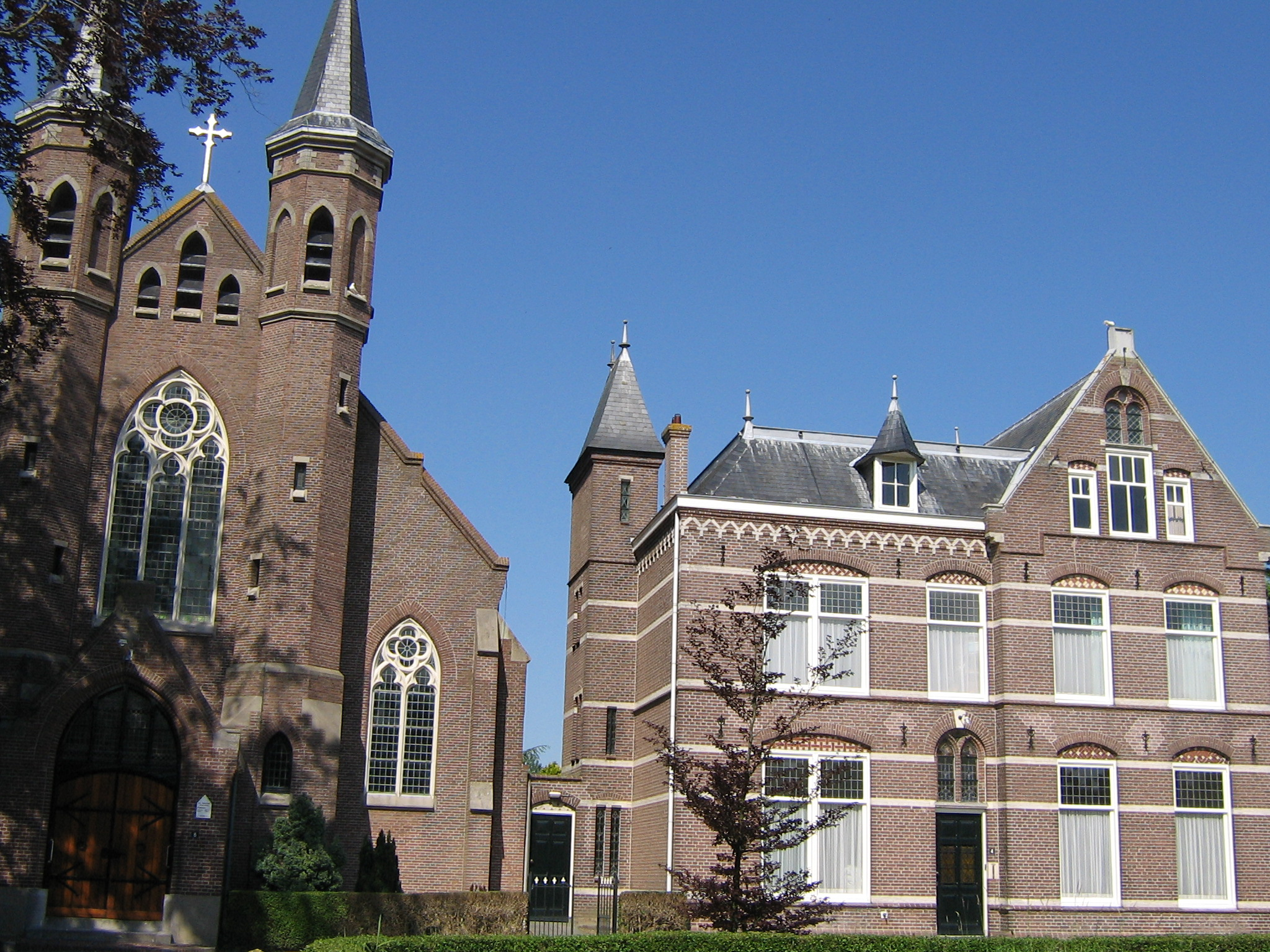
L'église Saint-Blaise et le presbytère.
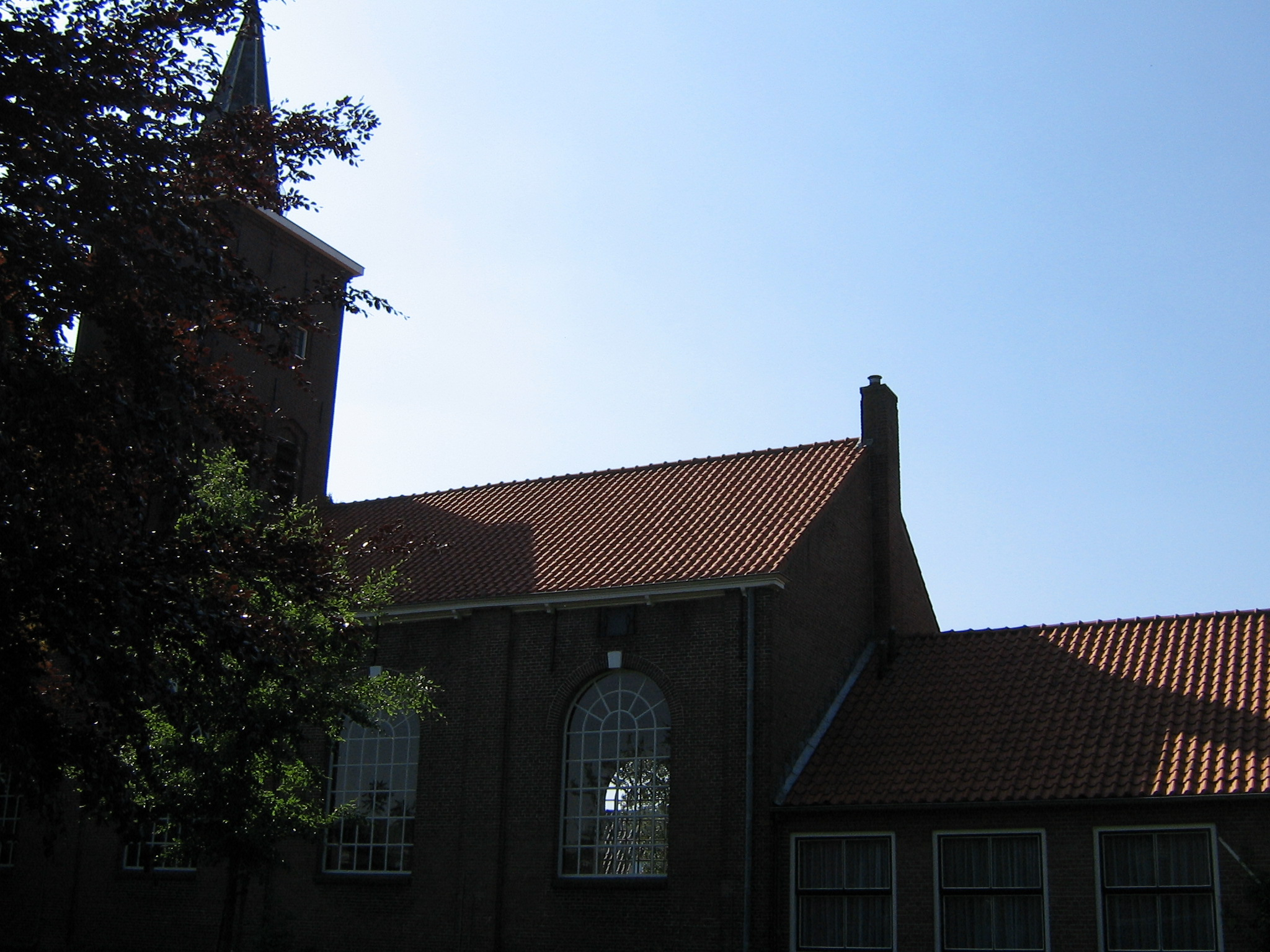
L'église de la Nederlandse Hervormde Kerk.
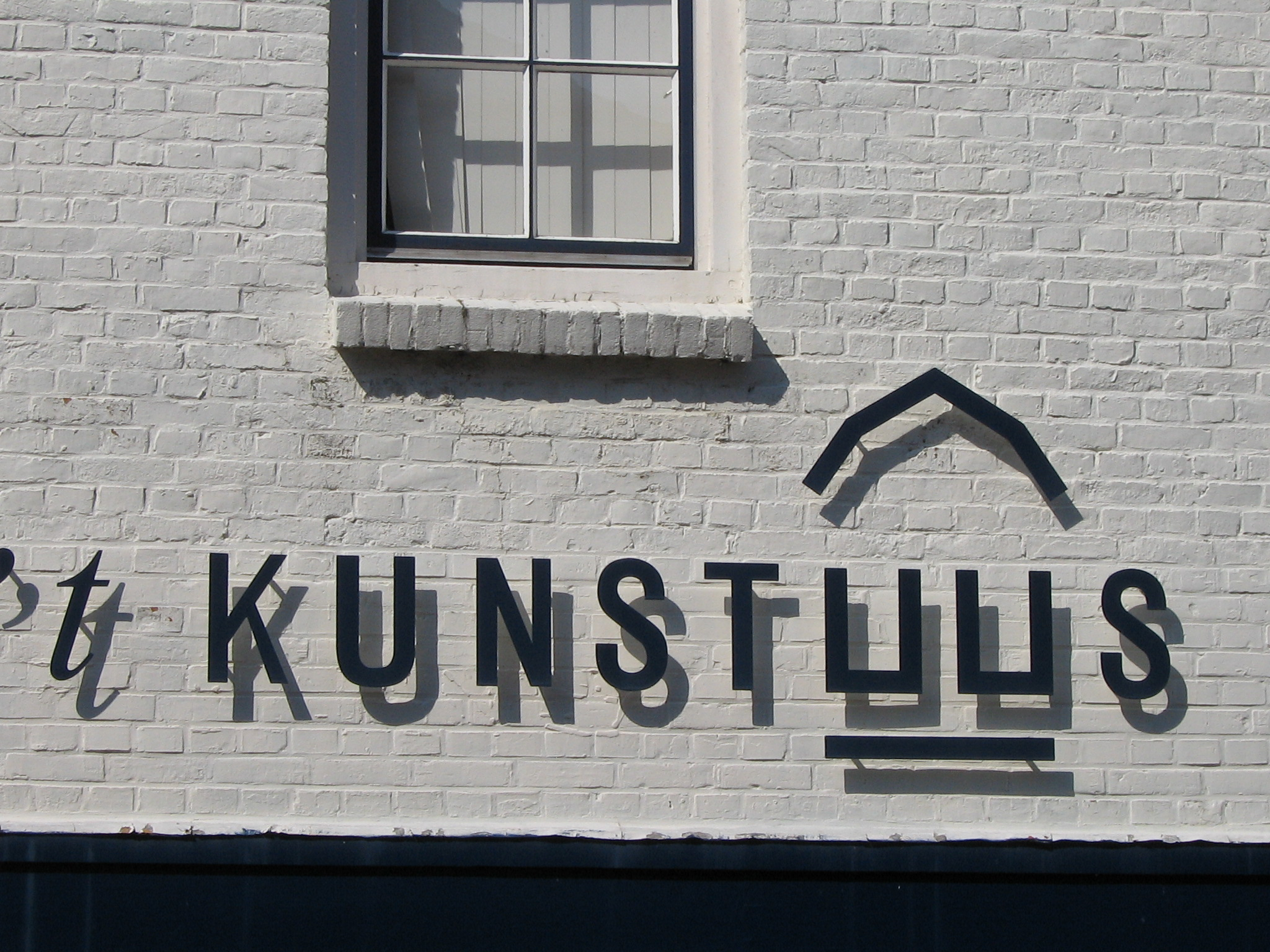